# Dolleshwar, Hangal
Dolleshwar là một làng thuộc tehsil Hangal, huyện Haveri, bang Karnataka, Ấn Độ.